# Átomo helioide
Na física atômica, um átomo helioide ou átomo de dois elétrons é um sistema quântico que consiste em um núcleo com carga de Ze e apenas dois elétrons. Este é o primeiro caso de sistemas de muitos elétrons em que o princípio de exclusão de Pauli desempenha um papel central. É um exemplo de um problema de três corpos.

## Equação de Schrödinger
Como o átomo de hélio neutro (He, Z = 2), o íon de hidrogênio negativo (H−, Z = 1), ou o íon de lítio positivo (Li+, Z = 3) as aproximações mais básicas para as soluções exatas envolvem escrever uma função de onda multi-elétron como um produto simples de funções de onda de um elétron e obter a energia do átomo no estado descrito por essa função de onda como a soma das energias da função de onda de componentes um-elétron. A equação de Schrödinger para qualquer sistema de dois elétrons é:
{\displaystyle E\psi =-\hbar ^{2}\left[{\frac {1}{2\mu }}\left(\nabla _{1}^{2}+\nabla _{2}^{2}\right)+{\frac {1}{M}}\nabla _{1}\cdot \nabla _{2}\right]\psi +{\frac {e^{2}}{4\pi \varepsilon _{0}}}\left[{\frac {1}{r_{12}}}-Z\left({\frac {1}{r_{1}}}+{\frac {1}{r_{2}}}\right)\right]\psi }
onde r1 é a posição de um elétron (r1 = |r1| é a sua magnitude), r2 é a posição do outro elétron(r2 = |r2| é a magnitude), r12 = |r12| é a magnitude da separação entre eles dada por
{\displaystyle |\mathbf {r} _{12}|=|\mathbf {r} _{2}-\mathbf {r} _{1}|}
μé a massa reduzida de dois corpos de um elétron em relação ao núcleo de massa M
{\displaystyle \mu ={\frac {m_{e}M}{m_{e}+M}}}
e Z é o número atômico do elemento (não um número quântico).
O termo cruzado de dois laplacianos
{\displaystyle {\frac {1}{M}}\nabla _{1}\cdot \nabla _{2}}
é conhecido como o termo de polarização de massa, que surge devido ao movimento de núcleos atômicos. A função de onda é uma função das posições dos dois elétrons:
{\displaystyle \psi =\psi (\mathbf {r} _{1},\mathbf {r} _{2})}
Não há solução de forma fechada para esta equação.

## Espectro
O espectro óptico do átomo de dois elétrons tem dois sistemas de linhas. Um sistema para de linhas simples e um sistema orto de trigêmeos (grupo de três linhas com espaçamento próximo). Os níveis de energia no átomo para as linhas simples são indicados por 1S0 1P1 1D2 1F3 etc., e para os trigêmeos, alguns níveis de energia são divididos: 3S1 3P2 3P1 3P0 3D3 3D2 3D1 3F4 3F3 3F2. Terras alcalinas e mercúrio também têm espectros com características semelhantes, devido aos dois elétrons de valência externos.

## Exemplos
Os primeiros átomos de dois elétrons são:
| Z=1: | H−   | ânion hidrogênio |
| Z=2: | He   | átomo de hélio   |
| Z=3: | Li+  | íon de lítio     |
| Z=4: | Be2+ | íon de berílio   |
| Z=5: | B3+  | íon de berílio   |